# ناتاليا رييس
ناتاليا رييس (بالإسبانية: Natalia Reyes)‏ هي ممثلة كولومبية، ولدت في 6 فبراير 1987 ببوغوتا في كولومبيا.

## أعمال

### أفلام
- (2019) تيرميناتور 6

## وصلات خارجية
- ناتاليا رييس على موقع IMDb (الإنجليزية)
- ناتاليا رييس على موقع قاعدة بيانات الفيلم (الإنجليزية)